# HA(psyk.)
HA(psyk) er en 3-årig videnskabelig bacheloruddannelse i erhvervsøkonomi og psykologi. Uddannelsen fokuserer på ledelse inden for de erhvervsøkonomiske tænkemåder, der præger de fleste virksomheder. Herunder forestillingen om, at økonomiske beslutninger bliver taget ud fra rationelle og fornuftsbetonede overvejelser, der styrer vores tanker, handlinger og måder at forstå på. Ved at kombinere de to perspektiver undervises der i at gennemskue, hvordan den menneskelige faktor påvirker vilkårene for virksomhedens måde at fungere og udvikle sig på. Det kan være ift. generelle ledelses- og samarbejdsforhold, ift. udviklings- og forandringsprocesser i virksomheden eller ift. det billede, virksomheden gerne vil skabe af sig selv. Uddannelsen udbydes pt. kun på CBS.
Den naturlige overbygning er cand.merc.psyk., hvorefter man ligeledes har retten til at bruge titlen:
Master of Science in Business Administration and Psychology.
Uddannelsen giver kandidaten en høj akademisk forståelse inden for det erhvervsøkonomiske felt samt en lang række dybdegående kompetencer indenfor ledelse, virksomhedsstyring og psykologi. Som færdiguddannet cand.merc.psyk, ansættes man typisk inden for det private erhvervsliv, hvor man arbejder med kompetenceudvikling og uddannelse, ledelses- og organisationsudvikling eller forandringsledelse. 